# Тугуаліт
Тугуаліт — мінерал, основний силікат натрію і заліза.
Назва — за місцевістю першознахідки — острів Майор, Нова Зеландія, яку називають «тухуа» мовою маорі.

## Опис
Хімічна формула:
1. За Є. Лазаренком: Na(Fe2+, Fe3+)2[Si4O10|OH].
2. За К. Фреєм: (Na, K)2Fe22+ Fe23+Si12O30•H2O.
3. За Ґ. Штрюбелем, З. Х. Ціммером: (Na, K, Mn)2Fe2+(Fe3+, Al, Mg, Ti)H[(Si, Al, H)8O20].
4. За «Fleischer's Glossary» (2004): (Na, K)Fe2Si6O15.
Містить у % (о. Тугуа, Нова Зеландія): Na2O — 4,75; FeO — 2,33; Fe2O3 — 3,61; SiO2 — 75,36; H2O — 0,24. Домішки: Al2O3, MgO, CaO, TiO2. Кристали призматичні. Спайність ясна. Густина 2,87. Твердість 3,5-4,0. Колір чорний до темно-синього. Знайдений у вулканічних породах о-ва Тугуа (Нова Зеландія). Рідкісний. (P.Marshall, 1933).